# Chamberí (Metro Madrid)
Chamberí ist der Name einer geschlossenen Station der Metro Madrid, die am 25. März 2008 in ein Museum umgewandelt wurde. Sie befindet sich an der Linie 1 zwischen den Haltestellen Iglesia und Bilbao, unter der Plaza de Chamberí im gleichnamigen Stadtbezirk.

## Geschichte
Die Station Chamberí wurde von dem Architekten Antonio Palacios entworfen und am 17. Oktober 1919 als eine von acht Stationen eröffnet, aus denen das Netz der Metro Madrid zu Anfang bestand. Ihr Erscheinungsbild war vom Aussehen der Pariser Metrostationen jener Zeit inspiriert. Es gelang dem Architekten, möglichen Vorbehalten der Öffentlichkeit gegen die Benutzung eines unterirdischen Transportmittels zu begegnen, indem er leuchtende und farbenfrohe Oberflächen an all den Orten anordnete, mit denen die Fahrgäste in Berührung kamen: in den Eingangshallen, Fußgängertunneln und Bahnsteigen verwendete er im großen  Stil Azulejos und andere keramische Materialien in den Farben weiß und kobaltblau. Sein Entwurf entspricht den Kriterien der Funktionalität, Einfachheit und Sparsamkeit. Viele der U-Bahn-Stationen wurden während des Spanischen Bürgerkriegs zu Lagerräumen und improvisierten Schutzräumen für die Einwohner während der Luftangriffe umgewandelt. 
Während der 1960er Jahre beschloss die U-Bahn-Gesellschaft wegen der Steigerung der Fahrgastzahlen, die Stationen der Linie 1 zu verlängern, damit man neue Züge mit größerer Kapazität von bis zu sechs Wagen einsetzen konnte. Daher wurden die Bahnsteige aller Stationen um 30 Meter auf 90 Meter verlängert. Angesichts der technischen Unmöglichkeit, die Station Chamberí zu verlängern, weil sie in einer Kurve liegt, und ihrer Nähe zu den Stationen Bilbao und Iglesia beschloss das Ministerium für öffentliche Arbeiten, sie zum 22. Mai 1966 zu schließen.
Die Station blieb für mehr als 40 Jahre ungenutzt. Die Tatsache, dass man die äußeren Zugänge zugemauert hatte, sorgte für die Konservierung von vielen der zeitgenössischen Alltagsgegenstände wie Reklametafeln, Bahnsteigsperren und sogar Fahrkarten in den Fahrkartenschränken. Dennoch wurde die Station schließlich vandalisiert.
Am 31. August 2006 begannen die Restaurierungsarbeiten an den Einrichtungen mit dem Ziel, sie in ein Museum umzuwandeln. Am 25. März 2008 fand schließlich dessen Einweihung und Wiedereröffnung der Station als Teil von Andén Cero statt, dem Museum der Metro Madrid.

## Bilder

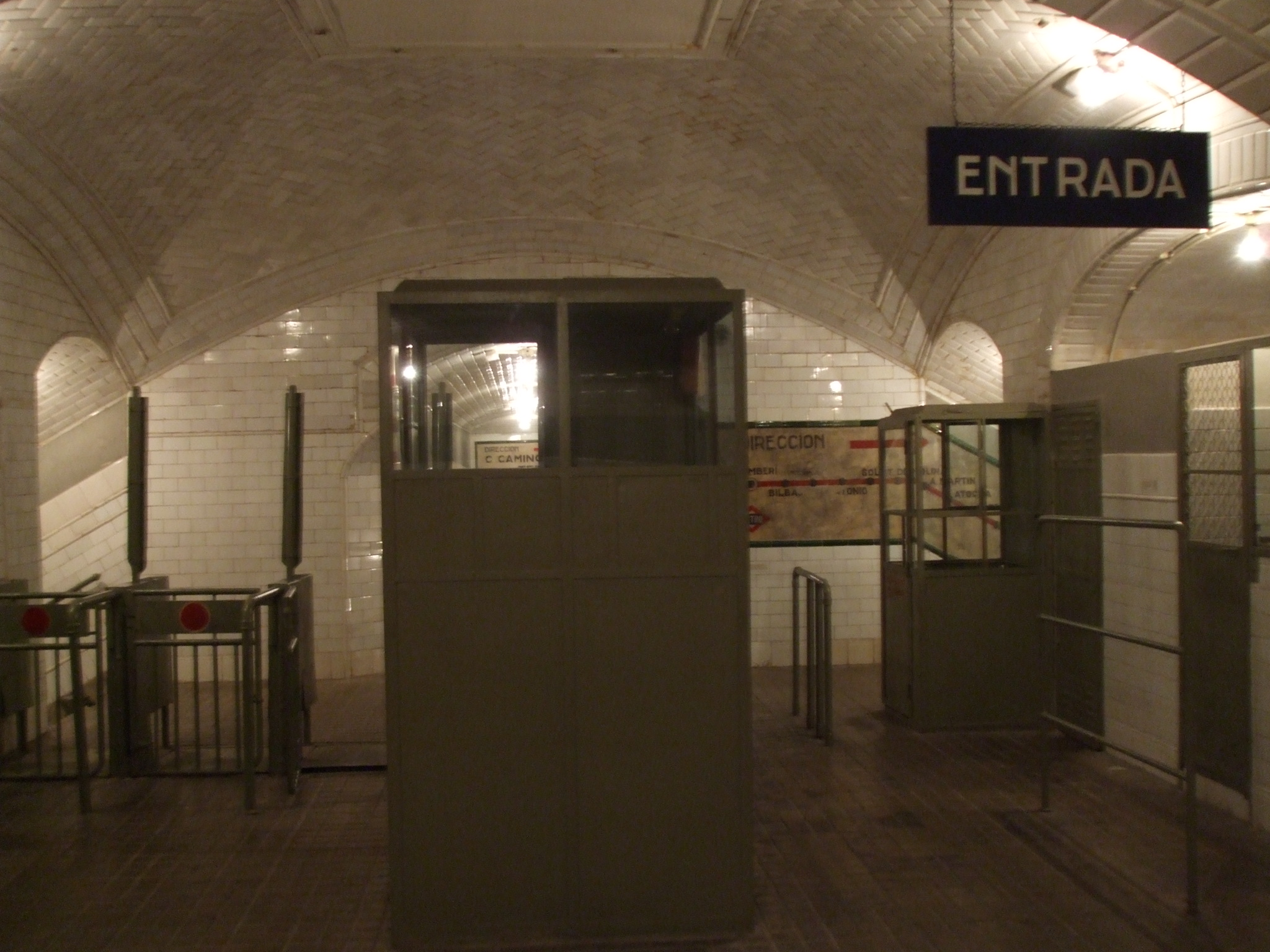
Bahnsteigsperre am Zugang
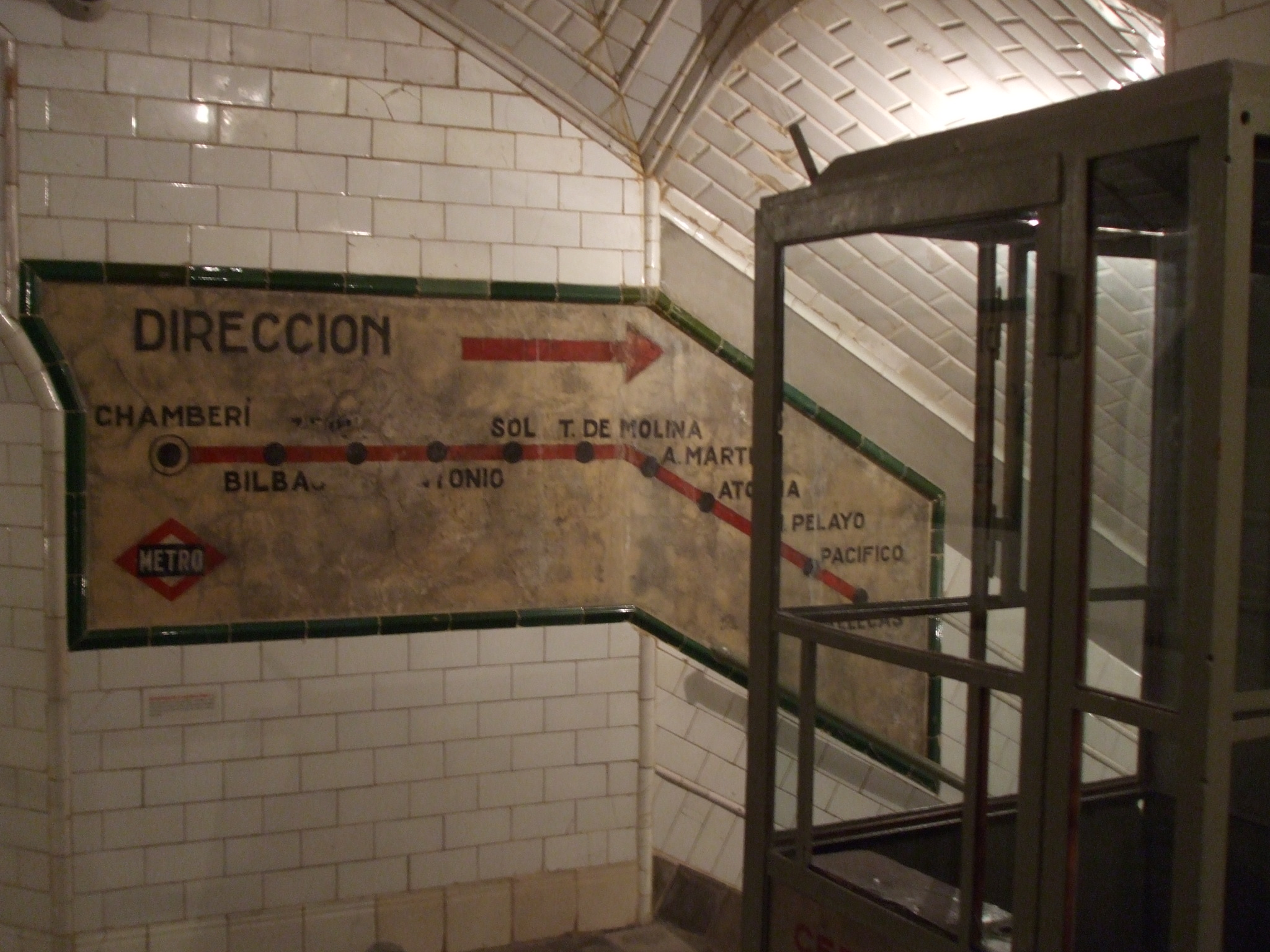
Streckenband in Richtung Vallecas
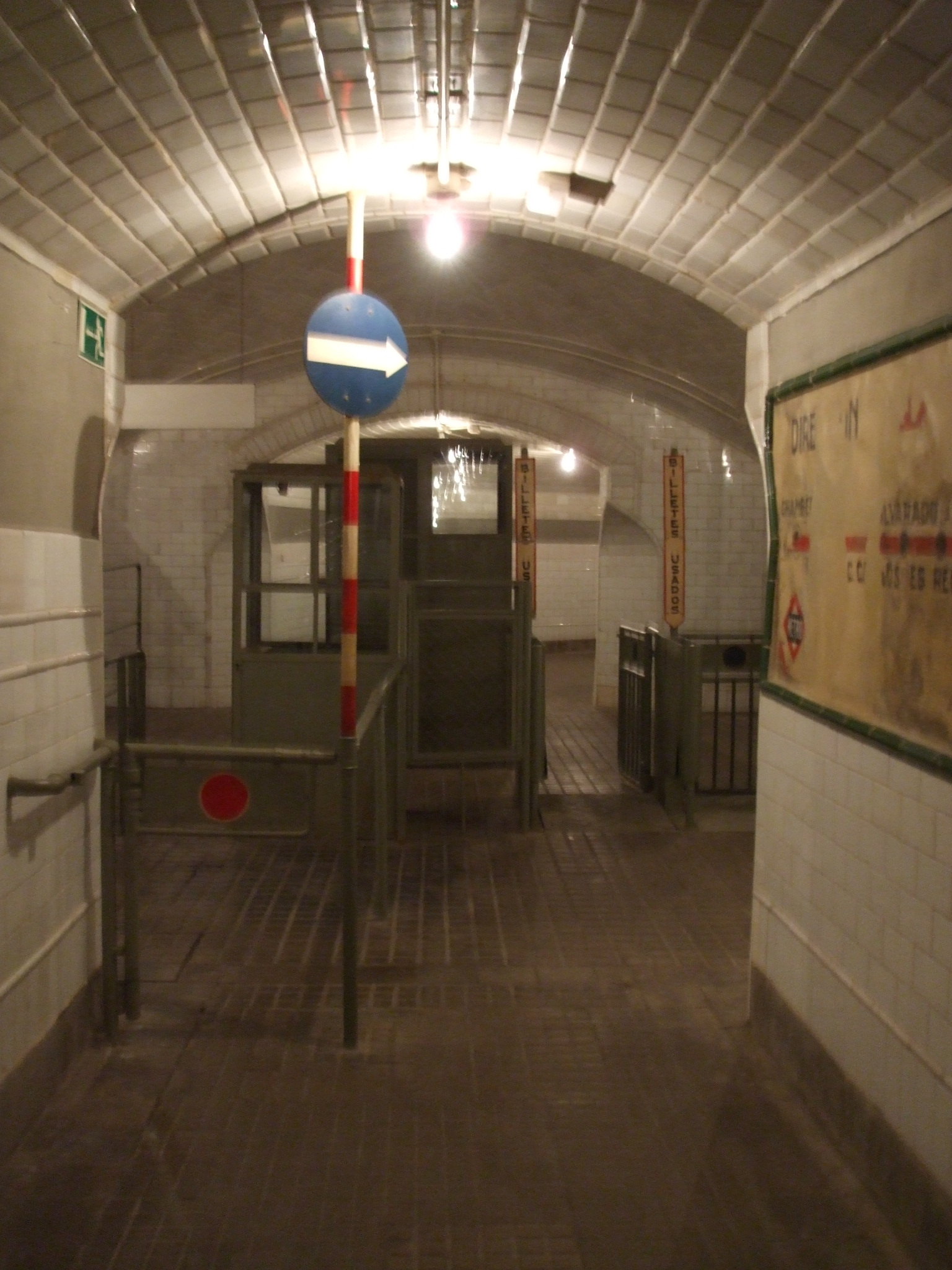
Ausgang
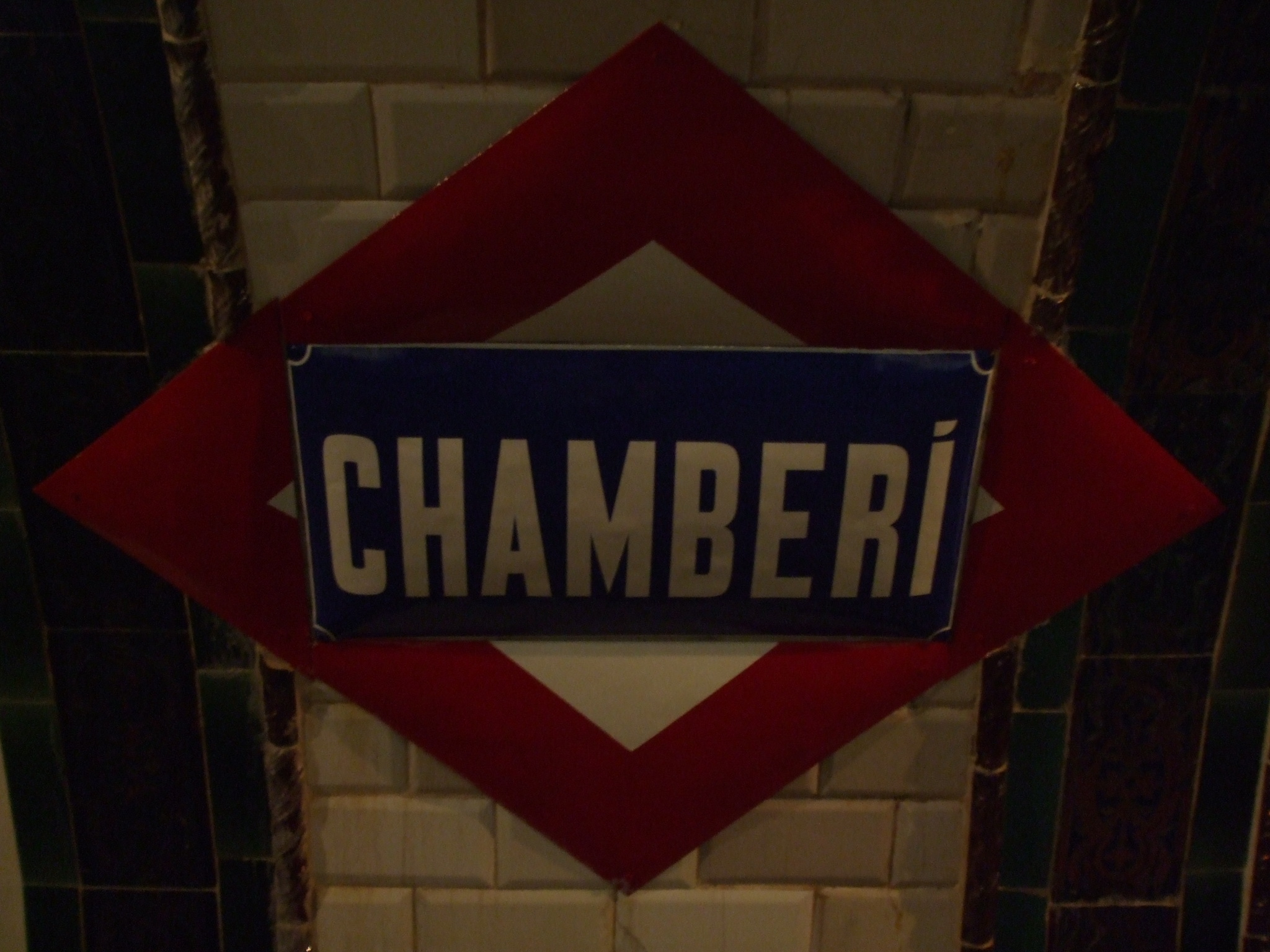
Stationstafel
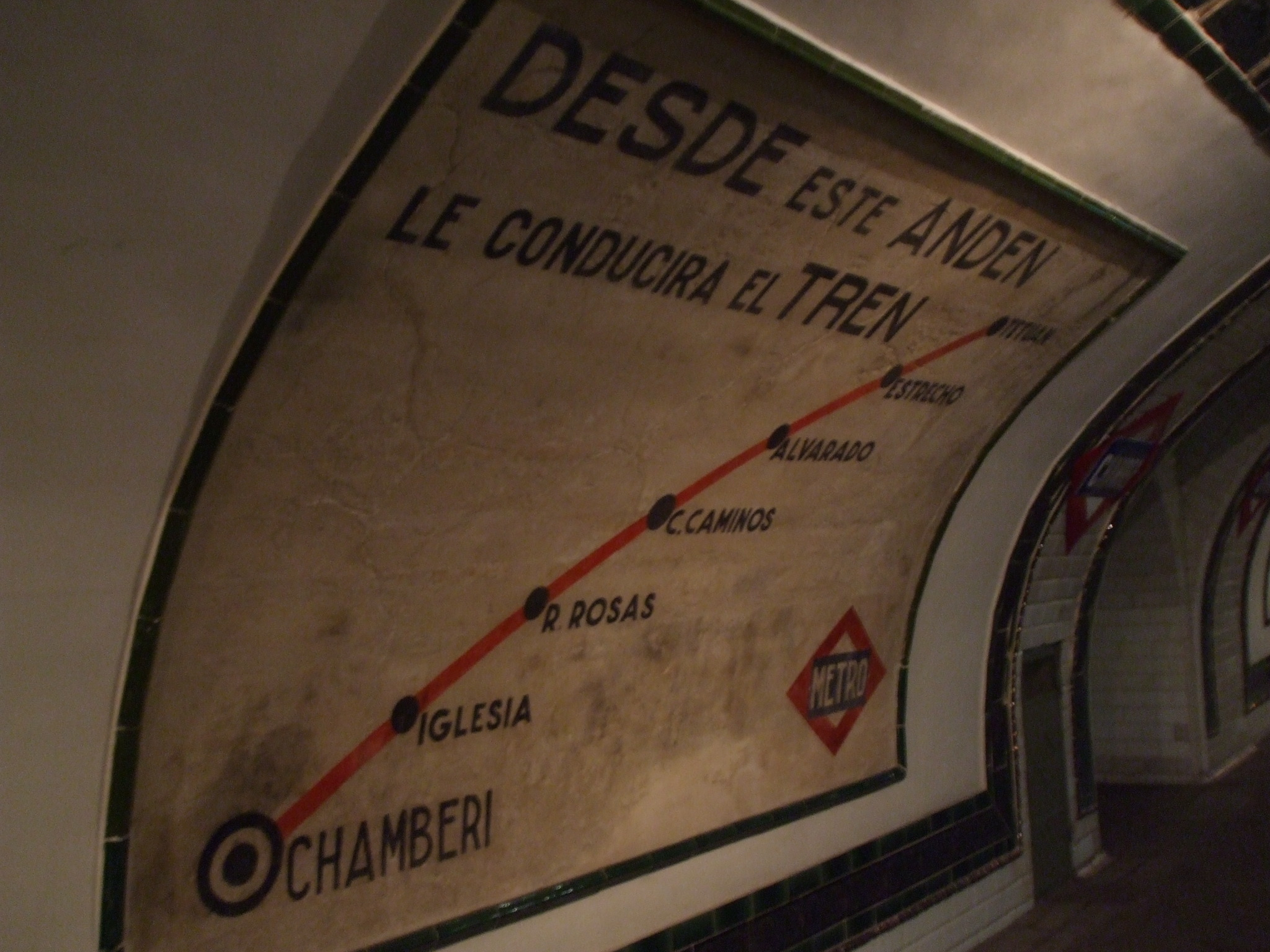
Streckenband auf dem Bahnsteig
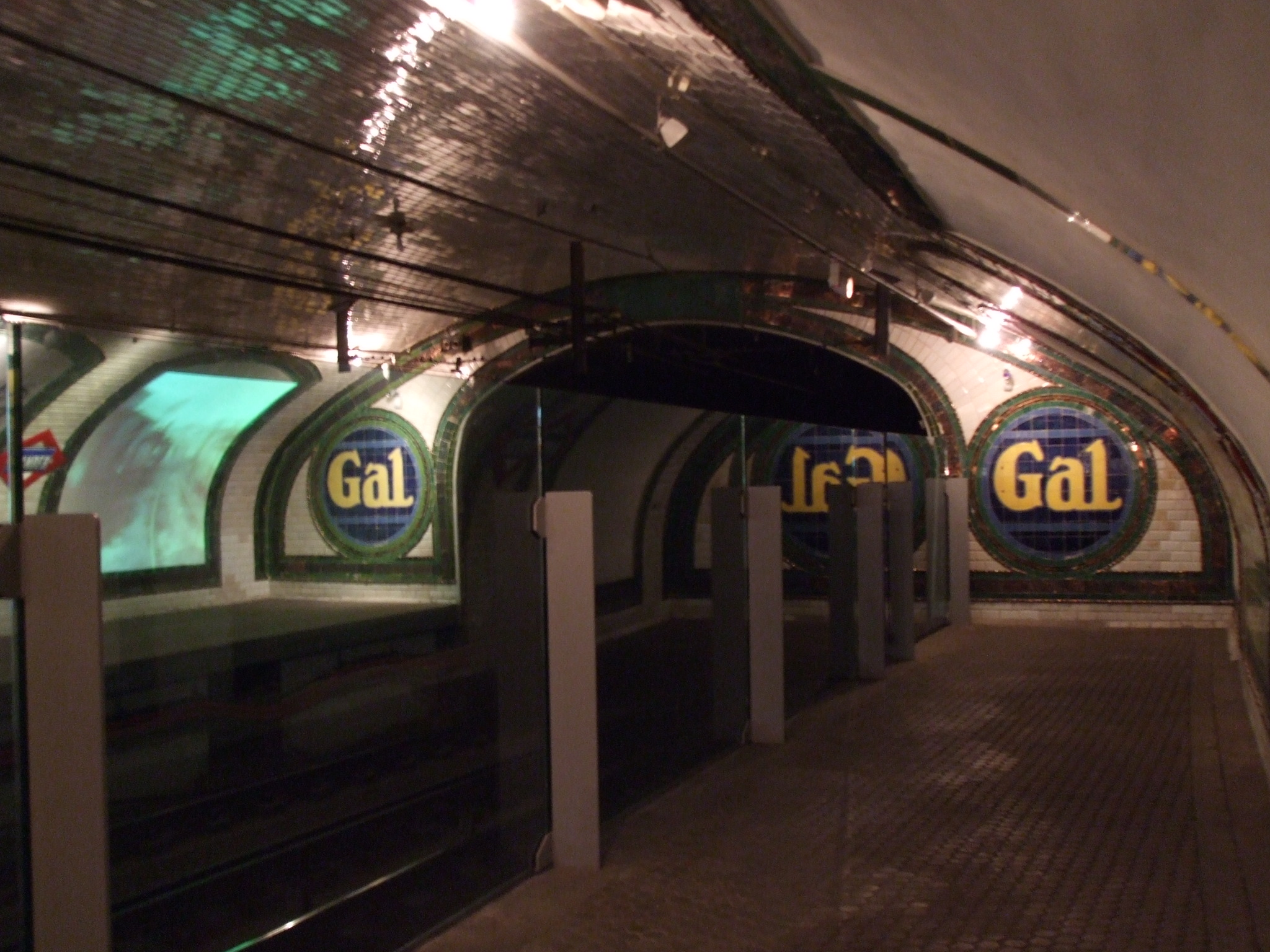
Tunnel in Richtung Bilbao
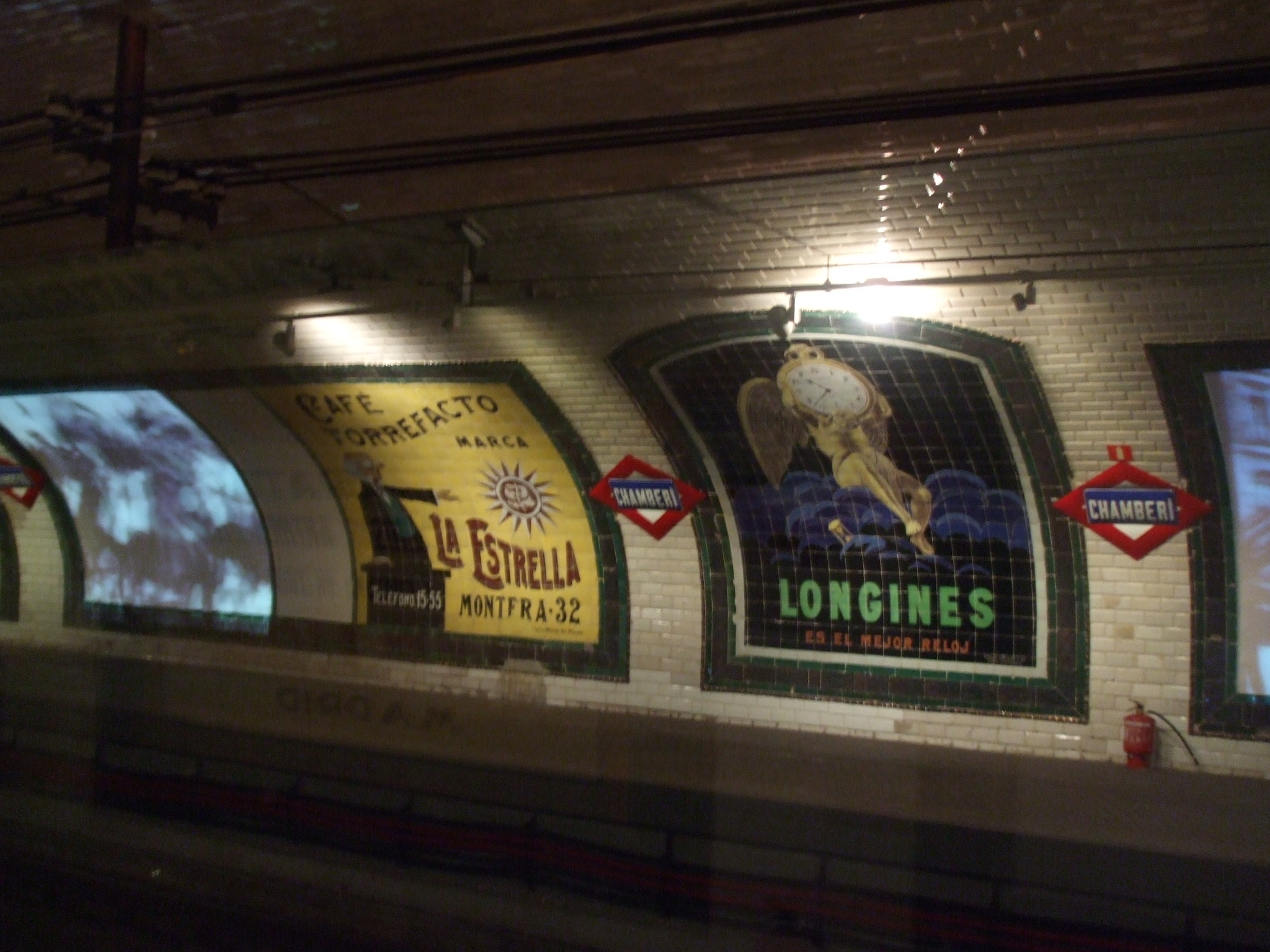
Reklame aus Azulejos